# 伊夫·克莱因
伊夫·克莱因（法語：Yves Klein，法語發音：[iv klɛ̃]；1928年4月28日—1962年6月6日），是法国艺术家，也是战后欧洲艺术界的一位重要人物。他以「克萊因藍」聞名於世。1960年，艺术批评家皮埃尔·雷斯塔尼提出新現實主義，而克莱因就是该运动的代表人物。他是行为艺术最早的推动者，同时也被视为極簡主義和波普艺术的先驱。特別是克萊茵的「單色畫」，推動更多的藝術發展。

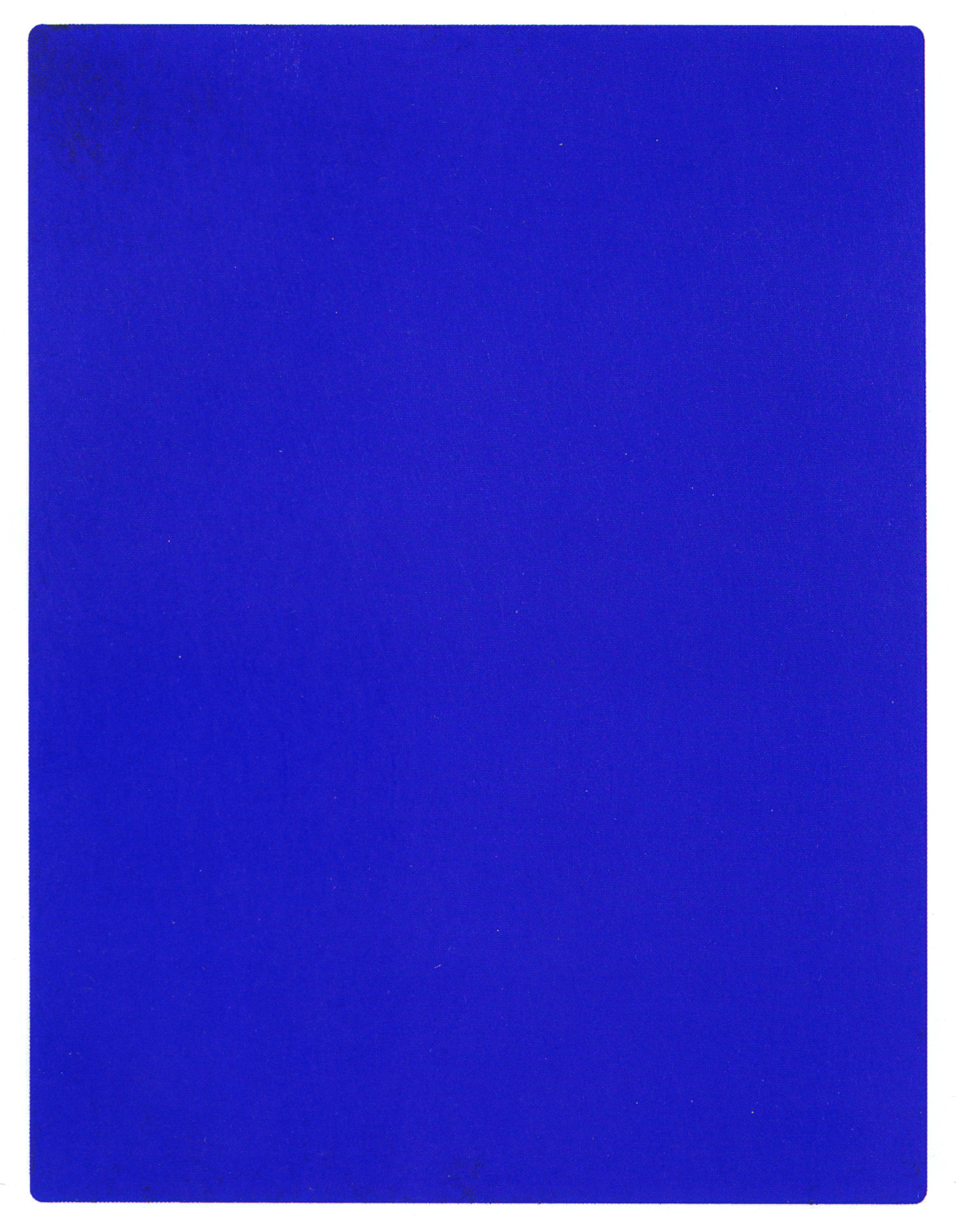
國際克萊因藍

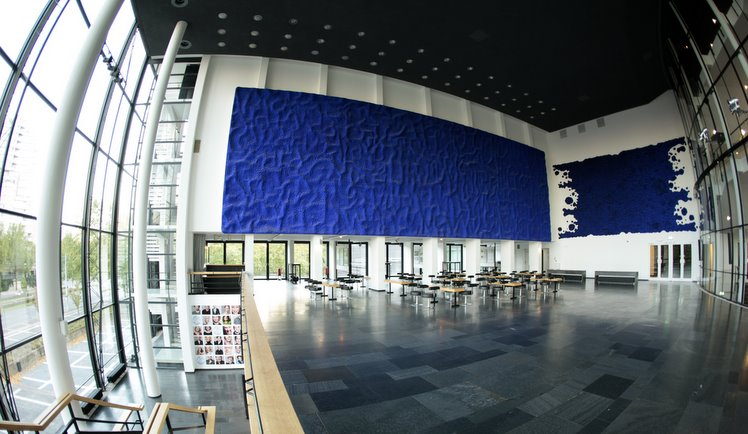
克萊因的單色畫

## 簡傳
克莱因生於法國滨海阿尔卑斯省尼斯。他的父母Fred Klein及Marie Raymond均是畫家。

## 趣事
少年時期，克萊因在高考失敗後，在當地的海洋商務學院修讀日文，因而接觸到柔道運動。其後更一度打算以柔道為終身事業。更於1952年到日本學習正宗的柔道。兩年後已經擁有代表最高等級的黑帶四段頭銜，从日本回國后，在巴黎開設柔道學校。這間學校的牆上掛着幾幅單色畫，都是由克萊因所繪畫的。